# Mimetezyt

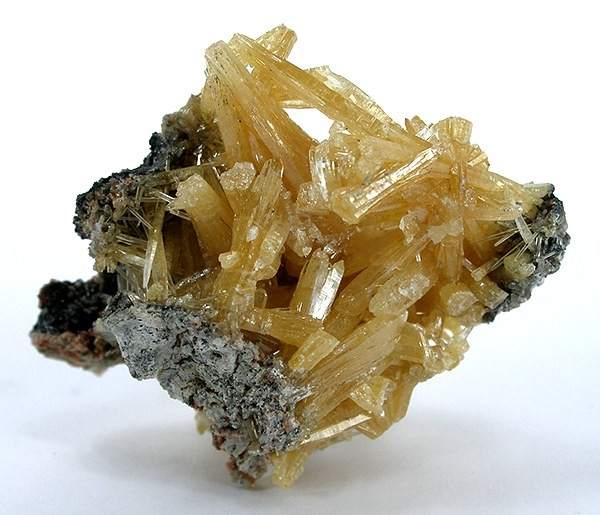

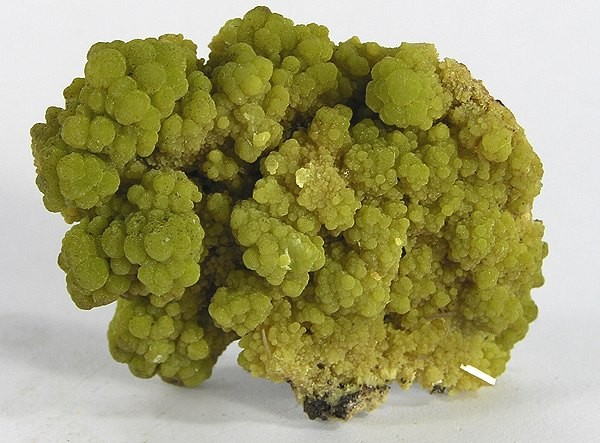
Różnobarwne odmiany mimetezytu

Mimetezyt (mimetesyt, mimetyt) – minerał z gromady arsenianów. Należy do grupy minerałów bardzo rzadkich. 
Swoją nazwę otrzymał od greckiego słowa, które znaczy "naśladowca", co jest aluzją do jego podobieństwa do piromorfitu.

## Charakterystyka

### Właściwości
Zazwyczaj tworzy kryształy o pokroju słupkowe, pręcikowe, tabliczkowe. Często jest to słup zakończony podwójną piramidą. Występuje w druzach, oraz w skupieniach zbitych, ziarnistych, nerkowatych, groniastych. Tworzy nacieki i naskorupienia. Jest kruchy, przezroczysty, rozpuszcza się w kwasie azotowym i ługu potasowym. Jest izostrukturalny (izomorficzny) z apatytem, piromorfitem, wanadynitem. Tworzy kryształy mieszane z piromorfitem. 

### Występowanie
Jest minerałem wtórnym, powstaje w strefie utleniania arsenowych złóż kruszców ołowiu. 
Miejsca występowania: 
- w Austrii (Karyntia, Dolna Austria, Styria, Salzburg, Tyrol),
- w Niemczech (Badenia-Wirtembergia, Bawaria, Hesja, Dolna Saksonia, Nadrenia Północna-Westfalia, Nadrenia-Palatynat, Saksonia, Saksonia-Anhalt),
- w Wielkiej Brytanii (Anglia, Walia, Szkocja),
- w Stanach Zjednoczonych (Arizona, Kalifornia, Kolorado, Connecticut, Idaho, Maine, Massachusetts, Missouri, Montana, Nevada, New Jersey, Nowy Meksyk, Karolina Północna, Dakota Południowa, Pensylwania, Teksas, Utah, Waszyngton),
- także w Australii, w Czechach, Grecji, Norwegii, Rosji, Hiszpanii, Szwecji, Szwajcarii, Francji, Włoszech, na Węgrzech, Słowacji, w Kanadzie, Chile, Meksyku, w Chinach, Iranie, Japonii, Kazachstanie, Maroku, Namibii, Tajlandii, Zimbabwe, we Nowej Zelandii

- W Polsce: mimetezyt występuje na Dolnym Śląsku w Rudawach Janowickich, w pobliżu miejscowości Czarnów i Rędziny oraz w Stanisławowie.

### Zastosowanie
- ma znaczenie naukowe – wskaźnik występowania kruszców zawierających arsen,
- ma znaczenie kolekcjonerskie,
- sporadycznie stosowany jest w jubilerstwie.